# Harry Hampton (Fußballspieler, 1885)
Joseph Henry “Harry” Hampton (* 21. April 1885 in Wellington; † 15. März 1963 in Rhyl) war ein englischer Fußballspieler.

## Karriere

### Vereine
Hampton begann in Shifnal bei den Shifnal Juniors, in einem Ort der Grafschaft Shropshire in der Region West Midlands, mit dem Fußballspielen. Später, zu Beginn seiner Ausbildungszeit, spielte er für die Betriebssportgemeinschaft der Lilleshall Company, einem Unternehmen für Roheisenproduktion in Oakengates 
(Verwaltungseinheit Telford and Wrekin in der heutigen Planstadt Telford).
Von 1902 bis 1904 war Hampton Spieler von Wellington Town in der Birmingham & District League, bevor er im Jahr 1904 vom Erstligisten Aston Villa verpflichtet wurde. Während seiner Vereinszugehörigkeit bis 1920 – immer in der höchsten Spielklasse vertreten – gewann er mit dem Verein am Saisonende 1909/10 die Meisterschaft und dreimal den FA-Cup. Im 1905er-Finale erzielte Hampton beim 2:0-Sieg über Newcastle United beide Tore; insgesamt erzielte er in diesem Wettbewerb 27 Tore in 34 Spielen. Von seinen 215 Toren, die er in 339 Punktspielen erzielte, reichten 25 am Saisonende 1911/12 zum Torschützenkönig.
Noch vor Abschluss der Saison 1919/20 wechselte Hampton zum FC Birmingham, für den er in zehn der noch 19 verbliebenen Saisonspiele eingesetzt wurde und mit elf Toren zum dritten Platz in der Football League Second Division beitrug. In der Folgesaison bestritt er 29 Punktspiele, in denen er 16 Tore erzielte und mit der Mannschaft als Meister der Spielklasse aufstieg. In dieser kam er in 18 Punktspielen zum Einsatz, in denen er vier Tore erzielte. In einem Teilnehmerfeld von 22 Mannschaften konnte die Spielklasse auf Platz 18 gehalten werden.
Danach, in der Saison 1922/23, kam Hampton in der Football League Third Division South für den walisischen Verein AFC Newport County in 18 Punktspielen zum Einsatz, in denen er vier Tore erzielte. 

### Nationalmannschaft
Für die A-Nationalmannschaft bestritt Hampton vier Länderspiele, in denen er zwei Tore erzielte. Er debütierte als Nationalspieler am 17. März 1913 in Bristol beim 4:3-Sieg im Freundschaftsspiel gegen die Nationalmannschaft Wales’; dabei gelang ihm mit dem Treffer zum 4:2 in der 55. Minute sein erstes Länderspieltor. Am 5. April 1913 gewann seine Mannschaft gegen die Nationalmannschaft Schottlands an der Stamford Bridge durch sein Tor in der 37. Minute mit 1:0. Die Rückspiele gegen beide Mannschaften am 16. März und 4. April 1914 wurden mit 2:0 gewonnen und mit 1:3 verloren.

## Erfolge
Aston Villa
- Englischer Meister: 1909/10
- Englischer Pokalsieger: 1904/05, 1912/13, 1919/20 (ohne Finalteilnahme)
- Torschützenkönig der Football League First Division 1911/12 (mit 25 Toren; gemeinsam mit George Holley und David McLean)

FC Birmingham
- Meister der Football League Second Division 1920/21 und Aufstieg in die Football League First Division